# E9 (trasa europejska)
E9 – trasa europejska pośrednia północ-południe, wiodąca z Orleanu we Francji do Barcelony w Hiszpanii.
Przebieg E9:
- Francja: Orlean – Vierzon – Vatan – Châteauroux (Indre) – Montauban – Tuluza – Bourg-Madame
- Hiszpania: Puigcerdà – Manresa – Barcelona

## Stary system numeracji
Do 1985 obowiązywał poprzedni system numeracji, według którego oznaczenie E9 dotyczyło trasy: Amsterdam – La Haye – Baie – Genova o przebiegu Amsterdam – Utrecht – Eindhoven – Maastricht – Liège – Bastogne – Arlon – Luxembourg – Metz – Sarrebourg – Strasbourg – Mulhouse – Baie – Olten – Lucerne – Arth – Andermatt – Lugano – Chiasso – Corne – Milano – Casteggio – Tortona – Serravalle – Genova. Arteria E9 była wtedy zaliczana do kategorii „A”, w której znajdowały się główne trasy europejskie.

### Drogi w ciągu dawnej E9
Lista dróg opracowana na podstawie materiału źródłowego
| Holandia   | - autostrada A2: Amsterdam – Utrecht – ’s-Hertogenbosch - droga N2: ’s-Hertogenbosch – Eindhoven - autostrada A2: Eindhoven – Weert – Geleen – Maastricht – granica z Belgią |
| Belgia     | - autostrada E9: granica z Holandią – Liège - droga nr 15: Liège – Manhay – Houffalize - autostrada E9: obwodnica Houffalize - droga nr 15: Houffalize – Bastogne - droga E9: Bastogne – granica z Luksemburgiem |
| Luksemburg | - droga nr 9: granica z Belgią – Steinfort – Luxembourg - droga E9: Luxembourg – granica z Francją |
| Francja    | - droga nr 53: granica z Belgią – Thionville - autostrada A31: Thionville – Metz - droga nr 955: Metz – Solgne – Château-Salins – Héming - droga nr 4: Héming – Sarrebourg – Saverne – Marmoutier – Strasbourg - droga nr 83: Strasbourg – Sélestat - droga nr 83: Sélestat – Colmar - droga nr 422: Colmar – Sante-Croix-en-Plaine – Ensisheim – Mulhouse - droga E9: Mulhouse – Bartenheim – granica ze Szwajcarią |
| Szwajcaria | - granica z Francją – Basel - droga nr 2: Basel – Liestal – Olten – Aarburg – Zofingen – Luzern – Arth – Schwyz – Altdorf – Wassen – Andermatt – Airolo – Giornico – Biasca – Bellinzona - autostrada N2: Bellinzona – Lugano – granica z Włochami |
| Włochy     | - autostrada A9: granica ze Szwajcarią – Como – Saronno - autostrada E2/E9: Saronno – Rho - autostrada E9: Rho – Milano - autostrada A7: Milano – Binasco – Tortona – Novi Ligure – Genova |